# Лугайд Ріаб н-Дерг
Лугайд Ріаб н-Дерг — (ірл. — Lugaid Riab nDerg) — Лугайд Червоних Смуг, він же: Реодерг — Лугайд Червоне Небо — верховний король Ірландії. Час правління: 33 — 13 до н. е. (згідно з «Історією Ірландії» Джеффрі Кітінга) або 33 — 9 до н. е. (відповідно до «Хроніки Чотирьох Майстрів»). Син братів Фіндемна. Нащадок верховного короля Ірландії на ймення Еоху Фейдлех (ірл. — Eochu Feidlech). Вважається легендарним — історики сумніваються у його історичності.

## Легенда про походження
Згідно з легендами й давніми ірландськими скелами був зачатий під час інцесту. Три брати — Брес, Нар, Лохар (ірл. — Bres, Nár, Lothar) вели війну проти свого батька — верховного короля Ірландії. Ворогуючі армії зійшлися для битви під Друйм Кріайх (ірл. — Druimm Criaich). Їх сестра — Клохру (ірл. — Clothru), побоюючись, що всі в битві загинуть і королівський рід урветься, спокусила всіх трьох. І так був зачатий син Лугайд — хто був його батьком з трьох братів — невідомо. Його ймення — Лугайд Червоних Смуг походить від червоних смуг, що були на його тілі — на шиї і на талії, ніби розділяючи тіло на три частини. Згідно з легендою він був схожий на всіх трьох братів одночасно. Хоча є і альтернативна легенда, згідно з якою він був сином Крімптана Ніа Найра (ірл. — Crimthann Nia Náir).

## Прихід до влади
Згідно з літописом Лебор Габала Еренн (ірл. — Lebor Gabála Érenn) він прийшов до влади після п'ятирічного межи царства — коли протягом п'яти років Ірландія не мала верховного короля після смерті Конайре Великого (згідно з літописами Чотирьох Майстрів — після шести років межи царства). Згідно з легендами, його прийомним батьком був Кухулін — герой королівства Улад (Ольстер). Коли Лугайд випадково наступив на Камінь Долі (Лі Фаль) (ірл. — Lia Fáil), камінь закричав, як кричав він під кожним, кому судилося стати верховним королем Ірландії — згідно звичаїв під час коронації королі торкалися Каменю Долі і камінь кричав. Після цього випадку камінь замовк і мовчав доти, аж поки не прийшов майбутній король Конн Сто Битв.

## Одруження
Його дружиною стала Дербфоргайл (ірл. — Derbforgaill) — дочка короля королівства Лохланн (ірл. — Lochlann), яке розташовувалось десь в Скандинавії. Згідно з легендою, Дербфоргайл заочно закохалася у героя Уладу Кухуліна і прилетіла в Ірландію разом зі служницею у вигляді двох лебідок. Кухулін і Лугайд були біля озера Лох Куан (ірл. — Loch Cuan) і побачили двох лебідок, що пролітали біля озера. За наполяганням Лугайда Кухулін вистрілив у них чи то каменем з пращі чи то стрілою, і вони впали на землю у вигляді двох дівчат. Кухулін побачивши, що він поранив дівчину, порятував її вийнявши з рани чи то камінь чи то стрілу. Дівчина призналася Кухукліну в коханні. Але згідно з гейсом Кухулін не мав права одружитися з нею. Тому одружився з нею Лугайд. Вони жили щасливо і Дербфоргайл народила Лугайду дітей. Лугайд Червоних Смуг правив Ірландією протягом 20 років.

## Смерть
Згідно з легендою Дербфоргайл вбили жінки Ольстера чи то з ревнощів, чи то як чужинку і пошматували її тіло. Лугайд, довідавшись про це, помер від горя.

## Альтернативні версії
Згідно з альтернативними історичними переказами король Лугайд загинув від рук Трьох Червоних з Лайгену (ірл. — Trí Rúadchinn Laigen). Також є повідомлення про те, що він брав участь у вбивстві верховного короля Ірландії Конайре Великого. Луціус Гвінн (вал. — Lucius Gwynn) припустив, що літописці переплутали Лугайда Червоних Смуг з якимось іншим регіональним королем чи ірландським вождем, якого звали Реодерг і стали плутати верховного короля Ірландії з якимось другорядним персонажем легенд і міфів уланського циклу, що був пов'язаний з Кухуліном. Т. Ф. О'Рейлі (ірл. — T. F. O'Rahilly) висунув припущення, що в давніх переказах сплутали короля Лугайда Червоних Смуг з королем Реодергом — Червоне Небо, який жив набагато раніше і що це, насправді, зовсім різні історичні та легендарні персонажі. Т. Ф. О'Рейлі припустив, що персонажу легендарної історії на ймення Лугайд Ріаб н-Дерг приписали вчинки та події зовсім іншого персонажу давніх ірландських міфів. Які виникли ще на початку ранньої залізної доби. Також О'Рейлі припустив, що прототипом легендарного Лугайда Червоних Смуг міг бути Лугайд мак Кон Рой (ірл. — Lugaid mac Con Roí), чиїм епітетом було наймення Син Трьох Гончих Псів (ірл. — mac Trí Con) — був відомий також як Мак Кон. Відповідно тоді, він споріднений з Ку Рої мак Дайре (ірл. — Cú Roí mac Dáire).